# FA Trophy
Football Association Challenge Trophy, pe scurt FA Trophy, este o competiție eliminatorie de fotbal din Anglia disputată în mare parte de cluburi semi-profesioniste.
Trofeul FA a fost creat în 1969 pentru a oferi oportunitatea cluburilor care nu făceau parte din Liga de Fotbal, dar care nu erau eligibile pentru a participa la Cupa FA Amateur, deoarece își plăteau jucătorii cu un salariu. De la anul 2008, cluburile de la nivelurile 5-8 ale sistemului FA au dreptul de a participa la această competiție.
Inițial, finalele Cupei FA Trophy se desfășurau pe vechiul stadion Wembley până în anul 2000, când acesta a fost închis pentru renovări. Între timp, finalele se desfășurau pe stadioanele Villa Park și Boleyn Ground. Abia în 2007, odată cu inaugurarea noului stadion Wembley, finalele Cupei FA Trophy au fost mutate acolo și au continuat să se desfășoare pe această arenă.
Cele mai de succes cluburi din istoria Trofeului FA Trophy sunt Woking, Scarborough și Telford United, fiecare dintre ele reușind să câștige competiția de trei ori. 

## Istoria

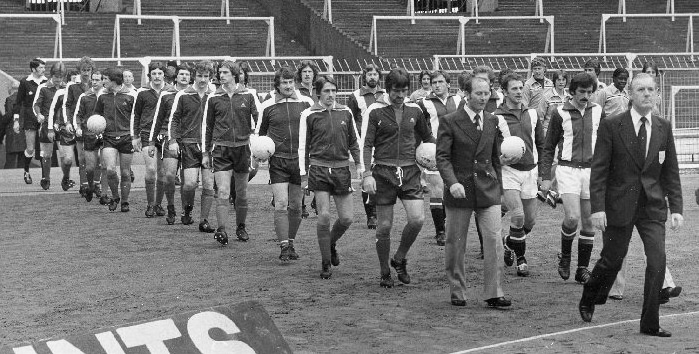
Finala FA Trophy Altrincham - Leatherhead din 1978

Odată cu apariția Trofeului FA Trophy în 1969, numeroase cluburi englezești semiprofesioniste au avut ocazia de a concura între ele pentru a avea șansa de a juca pe celebrul stadion Wembley. În Anglia, exista deja Cupa FA pentru cluburile amatoare încă din 1883, dar cluburile semiprofesioniste nu aveau voie să participe la aceasta din cauza faptului că plăteau salarii jucătorilor și nu se încadrau în statutul de amatori. Macclesfield Town a fost prima echipă câștigătoare a competiției, învingându-i cu 2-0 pe Telford United în finală.
În 1974, Asociația de Fotbal a eliminat distincția între cluburile profesioniste și cele amatoare și a desființat Cupa Amatorilor, ceea ce a dus la o creștere rapidă a numărului de participanți la FA Trophy, ajungând la 300 de cluburi. Cu toate acestea, în timp, numărul participanților la FA Trophy a început să scadă treptat, astfel încât în 1991 au rămas doar 120 de cluburi participante. În anul 1978, finala FA Trophy a fost programată să aibă loc imediat după finala Cupei FA, în scopul de a crește prestigiul competiției și pentru a evita conflictele de program cu meciurile cluburilor din ligile lor.
În anul 1979, cluburile principale din ligile din sud și nord au înființat o nouă ligă numită Premier League Alliance, care ulterior a devenit cunoscută sub numele de National League. Odată cu formarea acestei ligi, reprezentanții ei au început să domine competiția pentru Cupa FA Trophy. În sezonul 1980-1981, Bishops-Stortford, care era o echipă din Eastmeath League Division One, a început competiția cu un tur preliminar și, după ce a câștigat 12 meciuri, a ajuns în finală, învingând echipa Sutton United.
În anul 1989, Telford United a obținut a treia sa victorie în cupă, egaland astfel performanța realizată anterior de Scarborough FC. Între anii 1990 și 2000, alte trei cluburi au reușit să câștige Cupa FA Trophy de mai multe ori. 
Martin O'Neill, fost jucător nord-irlandez, a avut succes ca antrenor la echipa Wycombe Wanderers, conducându-și echipa spre două victorii în cupă. Antrenorul Geoff Chapple a obținut două victorii cu clubul Kingstonian și trei victorii cu clubul Woking. Primul antrenor care a reușit să câștige Cupa FA Trophy de trei ori consecutiv a fost Mark Stimson - între anii 2005 și 2007, a obținut două victorii cu echipa Grays Athletic și o victorie cu echipa Stevenage.

## Formatul turneului
Competiția FA Trophy utilizează un sistem de play-off bazat pe modelul olimpic. Înainte de fiecare rundă, care este programată în funcție de progresul partidelor din runda anterioară, are loc o tragere la sorți pentru a determina adversarii și pentru a stabili meciurile în perechi. În faza de calificare a turneului, echipele sunt grupate pe regiuni, astfel încât să se reducă costurile de deplasare pentru cluburi. Tragerea la sorți decide, de asemenea, echipa gazdă pentru fiecare meci. 
În cazul în care scorul în prima manșă se încheie la egalitate, se organizează alt meci (de obicei pe terenul echipei care a jucat în deplasare în prima manșă). Dacă și în al doilea meci scorul rămâne egal, se trece la timp suplimentar, iar în caz de egalitate și după prelungiri, se recurge la executarea loviturilor de departajare. Semifinalele și finalele se dispută pe teren neutru, fără repetarea meciului în caz de egalitate după timpul regulamentar și prelungiri. 
Inițial, în competiția FA Trophy, meciurile de calificare determinau cele 32 de echipe care se calificau pentru faza principală a competiției. Cu toate acestea, în 1999, formatul a fost modificat parțial, urmând schema Cupei FA, care consta în 6 runde principale (fără meciuri de calificare), semifinale și finală. Echipele din National League nu participau în primele tururi ale competiției, într-un mod similar cu intrarea echipelor din Premier League în Cupa FA. Recent, schema a fost reconfigurată, constând acum în 4 tururi de calificare, 4 tururi principale, semifinale și finală. Echipele de pe nivelul 8 al sistemului Ligii Engleze de Fotbal intră în competiție în turul preliminar, echipele de pe nivelul 7 în primul tur de calificare, echipele de pe nivelul 6 în al treilea tur de calificare, iar echipele de pe nivelul 5 (National League) în primul tur principal.
Federația de Fotbal acordă premii în bani tuturor echipelor care câștigă cel puțin un meci în competiție. În sezonul 2011/2012, echipele au primit 2.000 de lire sterline pentru câștigarea turului preliminar, iar suma premiilor în bani a crescut pentru fiecare tur înainte de a ajunge la finală, unde York City FC a primit un premiu în bani de 50.000 de lire sterline pentru victoria în finală. Trofeul FA este sponsorizat de Carlsberg, astfel încât denumirea oficială a competiției este Trofeul FA Carlsberg. În trecut, turneul a fost sponsorizat de Umbro.

## Locurile de desfășurare a meciurilor

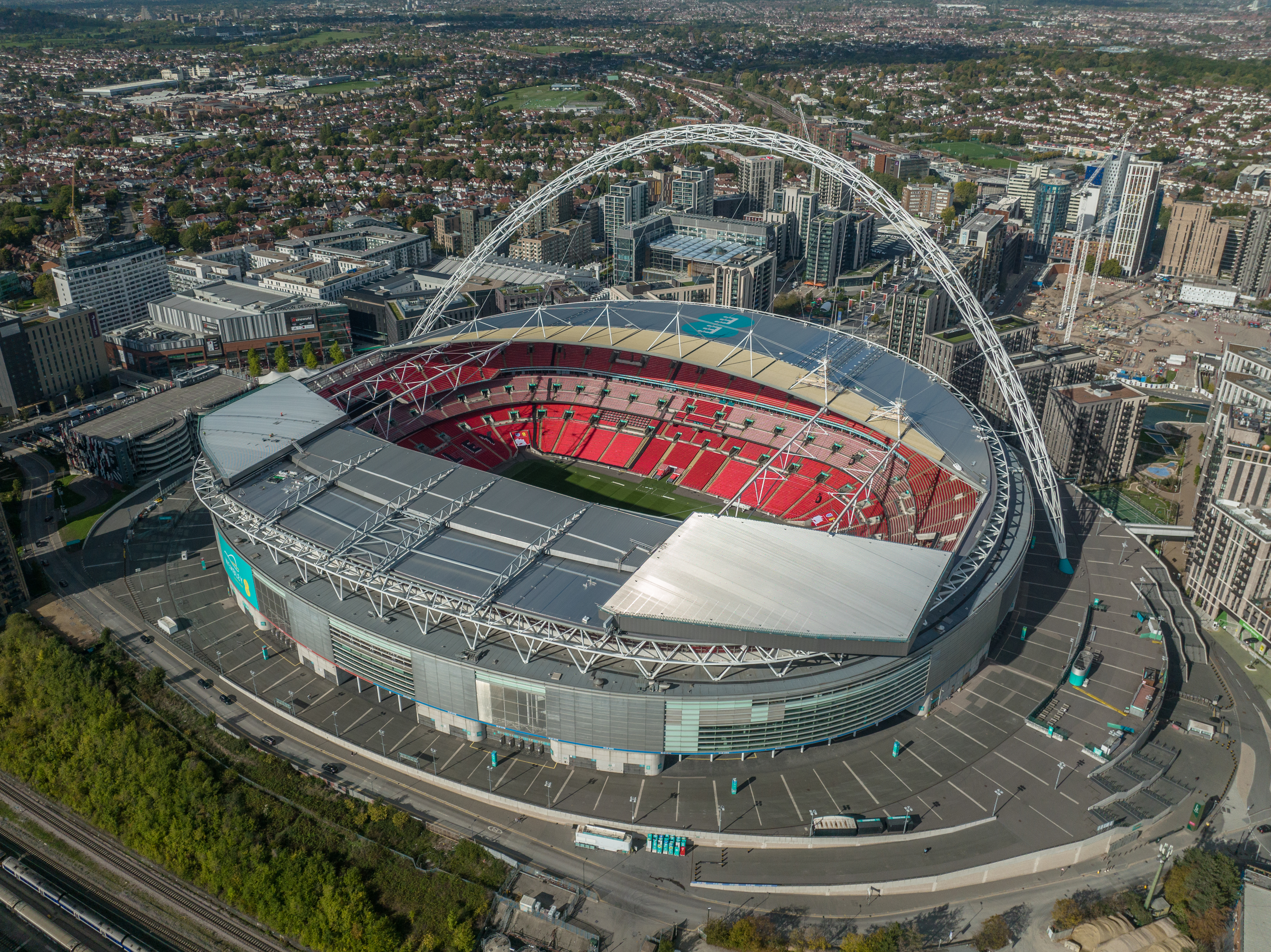
Noul stadion Wembley

Meciurile din cadrul Trofeului FA se desfășoară pe terenul de acasă al uneia dintre echipele implicate în perechea de meci. Echipa care joacă pe teren propriu este stabilită prin tragere la sorți. Deoarece tragerea la sorți a Trofeului FA nu implică echipe cap de serie, clubul ale cărui nume este extras primul va juca pe teren propriu. În anumite situații, meciurile pot fi mutate pe alte stadioane. În cazul în care se impune o rejucare a meciului, aceasta se desfășoară pe terenul echipei care a jucat meciul în deplasare în prima fază. În trecut, regulamentul competiției prevedea posibilitatea mai multor reprize, iar toate reprizele, începând cu a doua, se jucau pe un teren neutru sau cluburile puteau trage la sorți pentru a decide ce echipă va juca următoarea repriză pe teren propriu.
Finala turneului se desfășoară tradițional pe vechiul stadion Wembley. În perioada în care stadionul a fost renovat, între 2000 și 2006, finalele au fost găzduite de Villa Park și Boleyn Ground. Din 2007, finala se desfășoară pe noul stadion Wembley.
Un record de asistență la meciuri de 53.262 de spectatori a fost stabilit în finala din 2007, disputată între Kidderminster Harriers și Stevenage.

## Trofeul
După finala Trofeului FA, echipa câștigătoare primește trofeul, cunoscut sub numele de FA Trophy, și îl păstrează până la următoarea finală din anul următor. Tradițional, prezentarea trofeului are loc în loja regală a stadionului Wembley în timpul finalei. Fotbaliștii urcă treptele stadionului până la Royal Box, unde trofeul le este înmânat, iar apoi coboară pe partea opusă a boxei. Trofeul în sine a fost donat Asociației de Fotbal de către avocatul Ernest Cochrane în 1905, cu scopul de a fi acordat câștigătorilor unui turneu internațional între Anglia, SUA și Canada. Acest turneu urma să promoveze fotbalul în America de Nord, dar nu a avut loc niciodată.

## Câștigători și finaliști
Scarborough (1973, 1976, 1977), Telford United (1971, 1983, 1989) și Woking (1994, 1995, 1997) sunt cluburile care dețin recordul pentru cele mai multe victorii în FA Trophy. 
În anul 1985, Welling United a devenit primul club care a realizat o dublă în afara ligii, câștigând atât FA Trophy, cât și titlul în National League (deși înainte de înființarea National League, Macclesfield Town și Stafford Rangers obținuseră dubla prin câștigarea FA Trophy și a Northern Premier League în 1970 și, respectiv, 1972). Succesul echipei Welling United a fost repetat ulterior de Colchester United în 1992 și de Wycombe Wanderers în 1993.